# St. Laurentius (Ottelmannshausen)

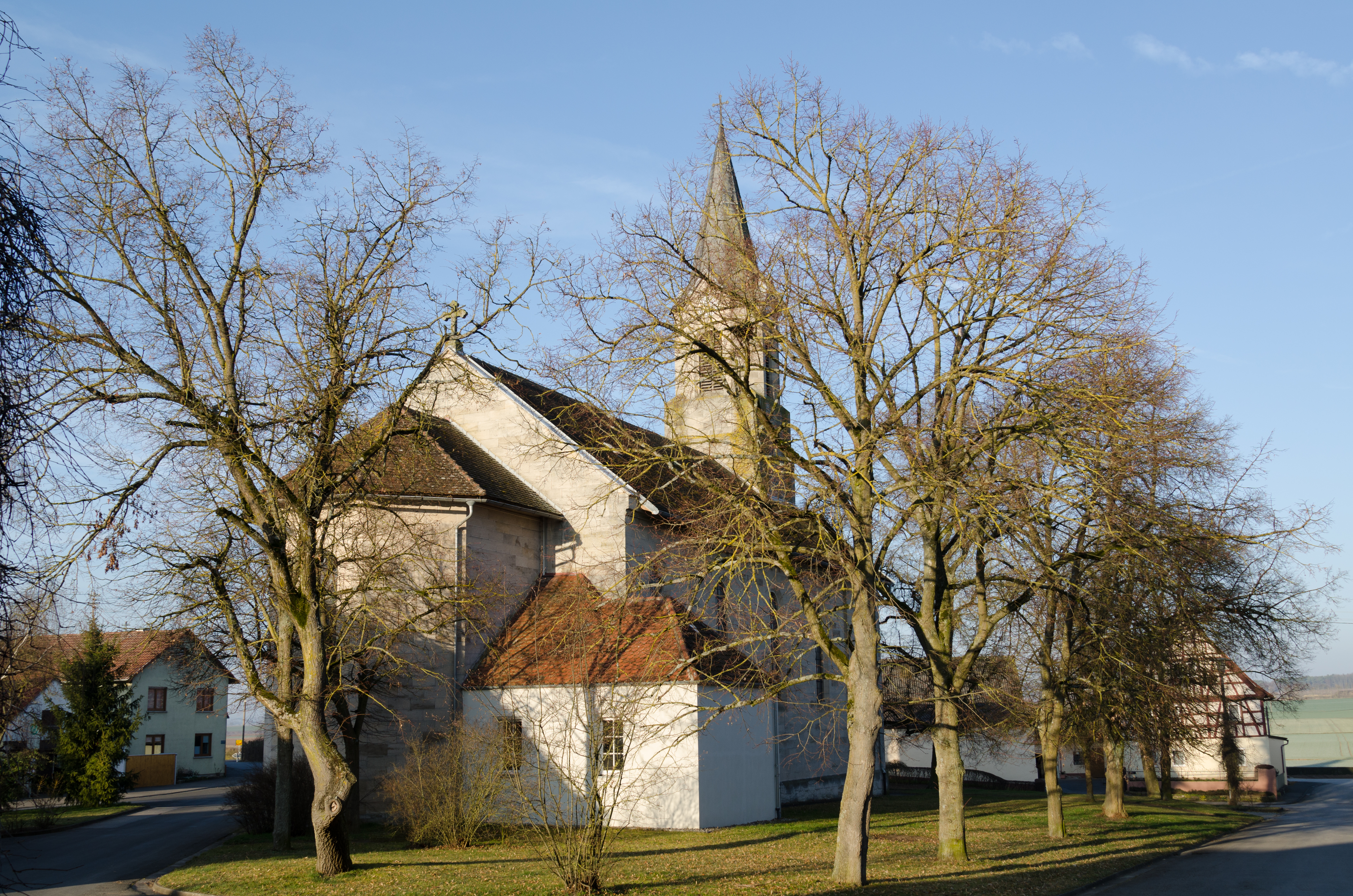
St. Laurentius in Ottelmannshausen

St. Laurentius ist eine römisch-katholische Filialkirche in Ottelmannshausen, einem Gemeindeteil von Herbstadt im unterfränkischen Landkreis Rhön-Grabfeld in Bayern. Das denkmalgeschützte Bauwerk stammt aus der Mitte des 19. Jahrhunderts. Die Kirche gehört zur Pfarrei Heiligkreuz in Herbstadt in der Pfarreiengemeinschaft Grabfeldbrücke (Bad Königshofen im Grabfeld) im Dekanat Bad Neustadt des Bistums Würzburg. Kirchenpatron ist Laurentius von Rom.

## Beschreibung
Die neuromanische Saalkirche aus Quadermauerwerk wurde 1849 gebaut und am 5. Mai 1851 eingeweiht, nachdem der Vorgängerbau baufällig geworden war. Sie besteht aus einem mit einem Satteldach bedeckten Langhaus, einem Dachturm über dem Giebel im Westen und einen eingezogenen, dreiseitig geschlossenen Chor im Osten mit der Sakristei an dessen Nordwand. Das oberste Geschoss des Dachturms ist achteckig und beherbergt die Turmuhr und den Glockenstuhl, in dem vier Kirchenglocken hängen. Darauf sitzt ein achtseitiger, schiefergedeckter Knickhelm. Der Hochaltar wurde 1853 gebaut, 1964 aber im Rahmen einer Modernisierung entfernt.
Rechts und links des Triumphbogens stehen auf Sockeln die Skulpturen des Hl. Laurentius und eine Mondsichelmadonna mit Krone und Szepter, die den Jesusknaben auf dem Arm hält.
Die Orgel auf der Empore hat 11 Register, ein Manual und ein Pedal und wurde 1857 von Johann Caspar Schlimbach gebaut.
Die älteste Glocke des Geläuts wurde wahrscheinlich im 13. Jahrhundert gegossen, die kleinere Lorentzenglocke im späten 18. Jahrhundert. Die Marienglocke und die Nikolausglocke sind Stiftungen aus dem 20. Jahrhundert.